# Oliver Bulleid

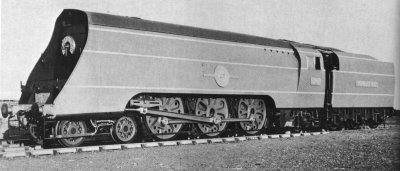
Locomotora 21C1 35001 de la Clase SR Merchant Navy de 1941

Oliver Vaughan Snell Bulleid (19 de septiembre de 1882 - 25 de abril de 1970) fue un ingeniero ferroviario y mecánico británico. Como ingeniero mecánico jefe del Ferrocarril del Sur de Inglaterra desde 1937 hasta poco después de la nacionalización de 1948, diseñó novedosas locomotoras de vapor que se harían muy populares en el Reino Unido. 

## Semblanza
Bulleid nació en la Isla Sur de Nueva Zelanda. Era hijo de los inmigrantes británicos William Bulleid y de su esposa Marian Pugh. Después de la muerte de su padre en 1889, Bulleid regresó con su madre a Llanfyllin en Gales. Después de asistir a la escuela primaria local, a partir de septiembre de 1893 cursó estudios en el Spa College de Bridge of Allan en Stirlingshire, Escocia. Desde 1896 completó un aprendizaje técnico en Accrington (Lancashire), que completó en 1901 a la edad de 18 años en la Institución de Ingenieros Mecánicos e inmediatamente comenzó a trabajar como aprendiz en el Gran Ferrocarril del Norte (GFN). En ese momento, el director técnico era Henry Ivatt. Después de un aprendizaje de cuatro años, sería contratado como asistente y gerente solo un año después. 
En 1908 dejó la compañía para encontrar un nuevo desafío como ingeniero de pruebas con la compañía Westinghouse en París. Poco después se convirtió en asistente del gerente y jefe de proyectos. En el mismo año se casó con Marjorie Ivatt, la hija menor de su antiguo jefe. A continuación trabajó brevemente para el Ministerio de Comercio, y en 1910 comenzó a organizar exposiciones en Bruselas, París y Turín. Durante este tiempo, viajó mucho por Europa, incluido un viaje a Bélgica con Nigel Gresley, Stanier y Hawksworth para ver una locomotora con bogies de ancho métrico. En diciembre de 1912, regresó al GFN como asistente personal de Nigel Gresley, el nuevo ingeniero jefe a cuyas órdenes trabajó durante los siguientes seis años. Durante la Primera Guerra Mundial sería asignado al departamento de transporte ferroviario, alcanzando el rango de mayor. Después de la guerra, se convirtió en jefe de diseño y construcción de vagones en el GFN.

## Realizaciones

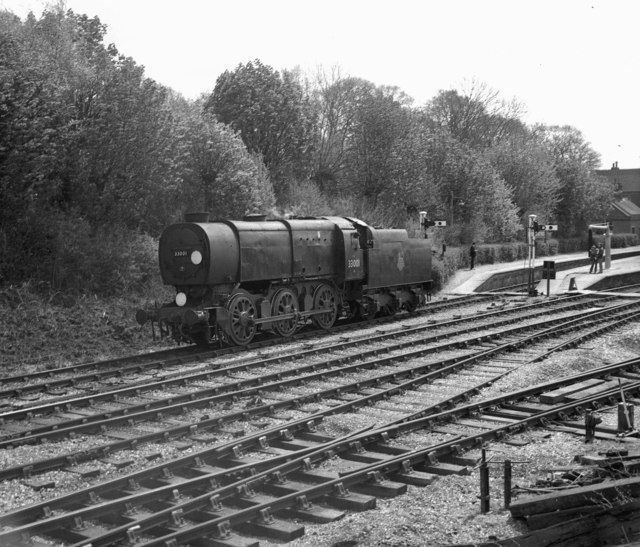
Locomotora Q1 en Horsted Keynes, diseñada durante la Segunda Guerra Mundial por Oliver Bulleid para el Ferrocarril del Sur

Después de la entrada en vigor de la Ley de Ferrocarriles de 1921, Bulleid se convirtió en asistente de Gresley en el Ferrocarril de Londres y del Noreste, donde trabajó como ingeniero mecánico jefe de la nueva compañía. Durante los siguientes 15 años, los dos desarrollaron una serie de nuevos tipos de locomotoras, incluidas las exitosas locomotoras del Pacific de la Clase A4 del FLNE. 
En 1937, tras la retirada de Richard Edward Lloyd Maunsell, asumió el cargo de jefe de locomotoras del Ferrocarril del Sur (FS) con un salario de 3000 libras. Su primera contribución fue la construcción de tres locomotoras de maniobras diésel-eléctricas de tres ejes de con una potencia de 350 hp, iniciadas por Maunsell el año anterior, realizándose un pedido posterior de ocho máquinas más. Sin embargo, el encargo se canceló debido al estallido de la Segunda Guerra Mundial. Habría que esperar al final de la guerra para que entre 1949 y 1952 se construyeran otras 26 unidades de la versión modificada de estas locomotoras, posteriormente designadas como BR Clase 12. 
La introducción de las locomotoras del Pacific de la clase Merchant Navy, que llevaban nombres de compañías navieras, fue de particular importancia para el tráfico ferroviario británico. Además de un carenado exterior moderno y aerodinámico, también tuvieron una serie de mejoras interiores que las convirtieron en máquinas exitosos. A partir de 1941 se construyeron un total de 30 de estas locomotoras, seguidas de 110 unidades de una variante más ligera, denominadas West Country o Clase Batalla de Inglaterra. Otro tipo de locomotora importante fueron las locomotoras de trenes de carga Q1, con la disposición de ruedas 0-6-0, de las que se construyeron 40 unidades a partir de 1942, y cuya singular construcción tuvo en cuenta la falta de materiales y personal relacionada con la guerra (adoptando un "diseño de austeridad"). 

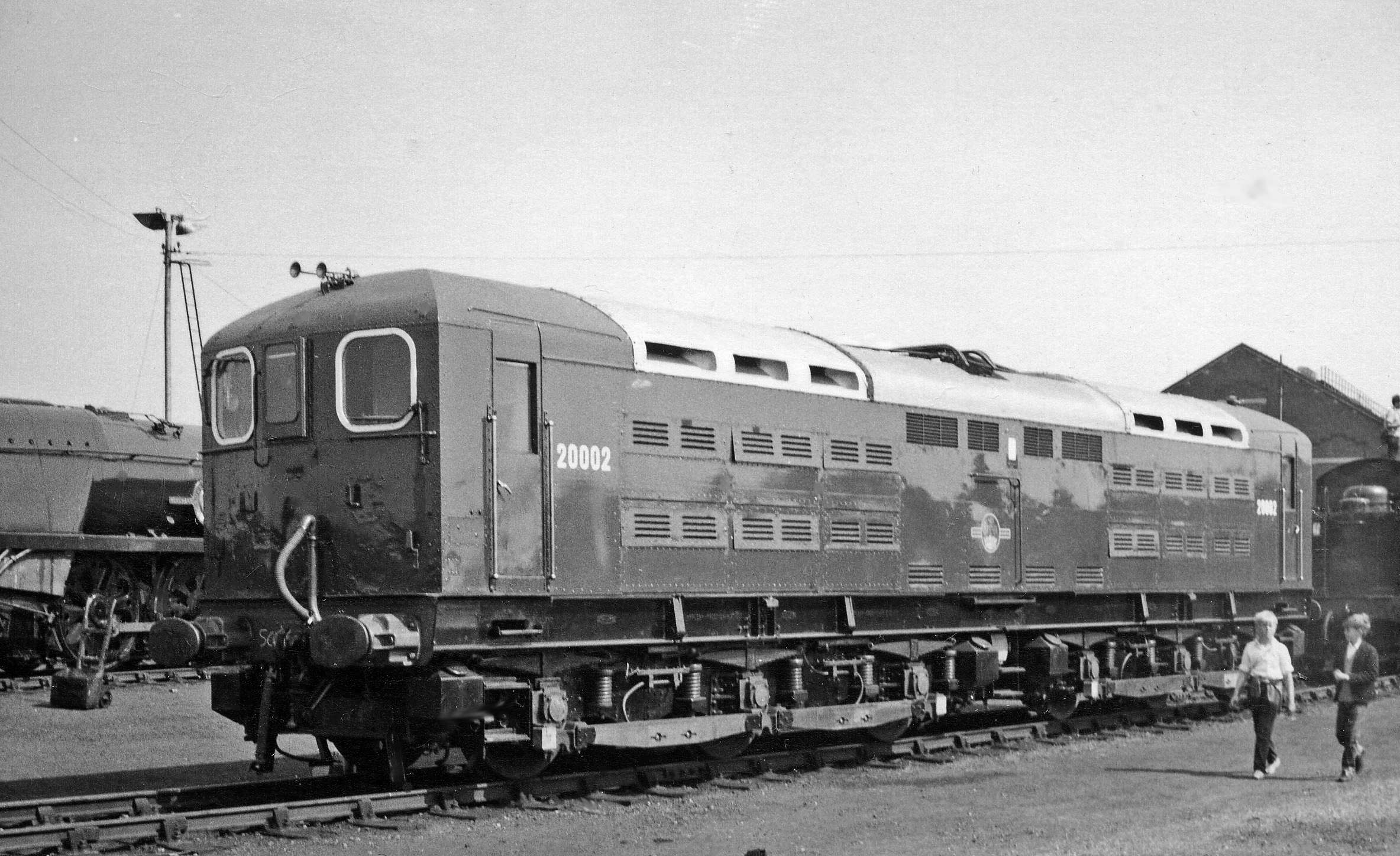
El primer tipo de locomotora eléctrica del Ferrocarril del Sur

Además de su trabajo de construcción, Bulleid también jugó un papel importante en la electrificación del Ferrocarril del Sur, que tenía la red electrificada más grande de Gran Bretaña antes de la Segunda Guerra Mundial. Entre 1941 y 1945 desarrolló el diseño de dos locomotoras eléctricas, la CC1 y la CC2, con una potencia de 1100 kW y una velocidad máxima de 121 km/h, aptas para trenes de carga de 1000 toneladas y trenes de pasajeros de 750. Estas máquinas serían conocidas como BR Clase 70. También desarrolló uno de los pocos vagones británicos de dos pisos para los trenes de las cercanías de Londres crónicamente sobrecargados, el SR Clase 4DD, que se abastecía de electricidad a través de una toma de contacto lateral. Debido al pequeño perfil de los túneles, tal construcción era prácticamente imposible, y finalmente tampoco gozaron de la aceptación de los viajeros, por lo que se estacionaron nuevamente después de solo dos prototipos construidos y algunos años en servicio. Un periódico británico hablaba de estos coches como las "latas de sardinas especiales". 

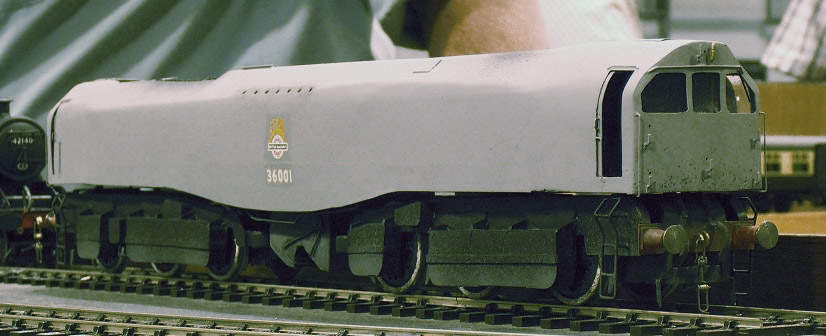
Modelo de la Clase SR Leader

Incluso antes de que el ferrocarril fuera nacionalizado en 1949, Bulleid desarrolló la última locomotora de vapor para el SR, la Clase Leader. Su apariencia recordaba a una locomotora diésel con las cabinas de conducción en los extremos, algo inusual para una locomotora de vapor. El accionamiento se realizó utilizando dos bogies de tres ejes, cada uno con tres cilindros. Los ejes de cada bogie estaban conectados por cadenas. Después de la partida de Bulleid, el desarrollo posterior de este tipo se interrumpió y solo se completó una de las cinco locomotoras. 
A la edad de 67 años, Bulleid se cambió a la compañía ferroviaria estatal irlandesa Córas Iompair Éireann. Allí también trabajó como jefe mecánico hasta su jubilación, introduciendo un rápido cambio de la tecnología de vapor a la diésel. En los años siguientes, se compraron más de 100 máquinas. Su intento de introducir la combustión de turba en las locomotoras no tuvo éxito: la locomotora Turf Burner siguió siendo única, pero en muchos aspectos se parecía a la clase líder. Se retiró en 1958, a los setenta y cuatro años de edad, dedicándose a impartir clases como profesor honorario en la Universidad de Bath hasta 1967. 
El 2 de junio de 1967, un incendio destruyó sus pertenencias en Exmouth, lo que le llevó a desvincularse de Inglaterra para mudarse a Malta, donde, después de una corta estadía en Gibraltar en 1968, fallecería a los 87 años de edad en 1970. 
Desde 1966, la Bulleid Society Ltd. mantener la memoria de Oliver Bulleid. La organización se fundó originalmente para salvar las locomotoras Bulleid amenazadas por el desguace. Se han llevado a cabo una gran cantidad de restauraciones.